# Chepstow
Chepstow (Cas-gwent in het Welsh) is een plaats in het zuiden van Wales en westelijk van Gloucestershire, in het bestuurlijke graafschap Monmouthshire en in het ceremoniële behouden graafschap Gwent. De plaats heeft 14.195 inwoners.
Het is het startpunt van het Offa's Dyke Path en de Wales Coast Path en is gelegen aan de rivier de Wye. Plaats met treinverbinding naar Cardiff (de hoofdstad van Wales), naar het noorden alsmede naar Engeland.
Chepstow is ook bekend door de Chepstow Racecourse, een paardenrenbaan waar jaarlijks de Welsh National wordt gelopen.
Het zuidelijke gedeelte van Wales is één politieregio en het kernkorps daarvan is dat van Chepstow. Politiebureau van Chepstow is gelegen in het centrum van het stadje.

## Bereikbaarheid
Over de weg is Chepstow bereikbaar via de M48, waarvandaan de A446 in het zuiden Chepstow binnenkomt. De A48 vormt een verbinding met Cardiff, Newport en Gloucester.

## Geboren
- Richard Meade (1938), springruiter
- Owain Yeoman (1978), acteur

## Fotogalerij

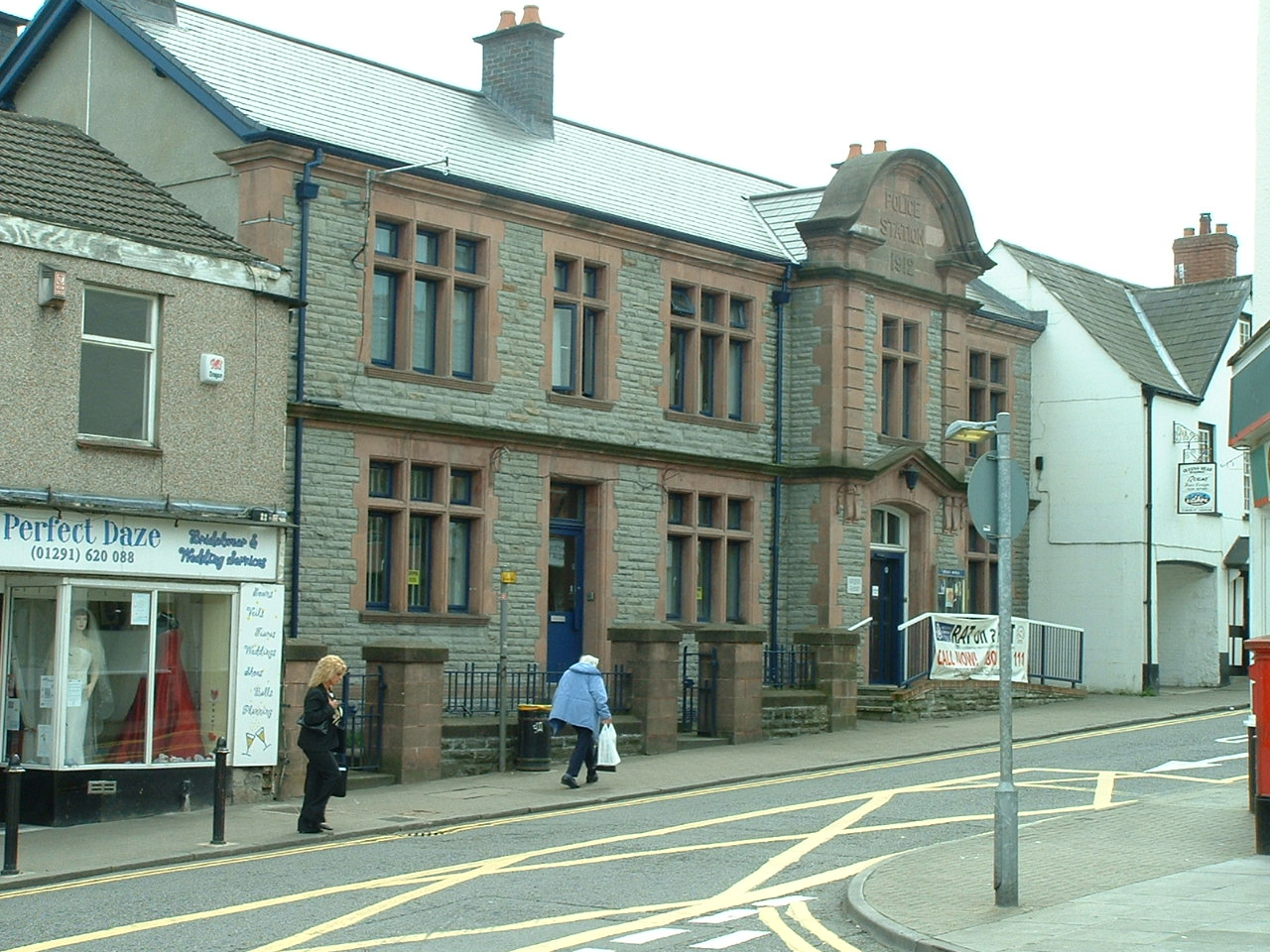
Het politiebureau in Chepstow
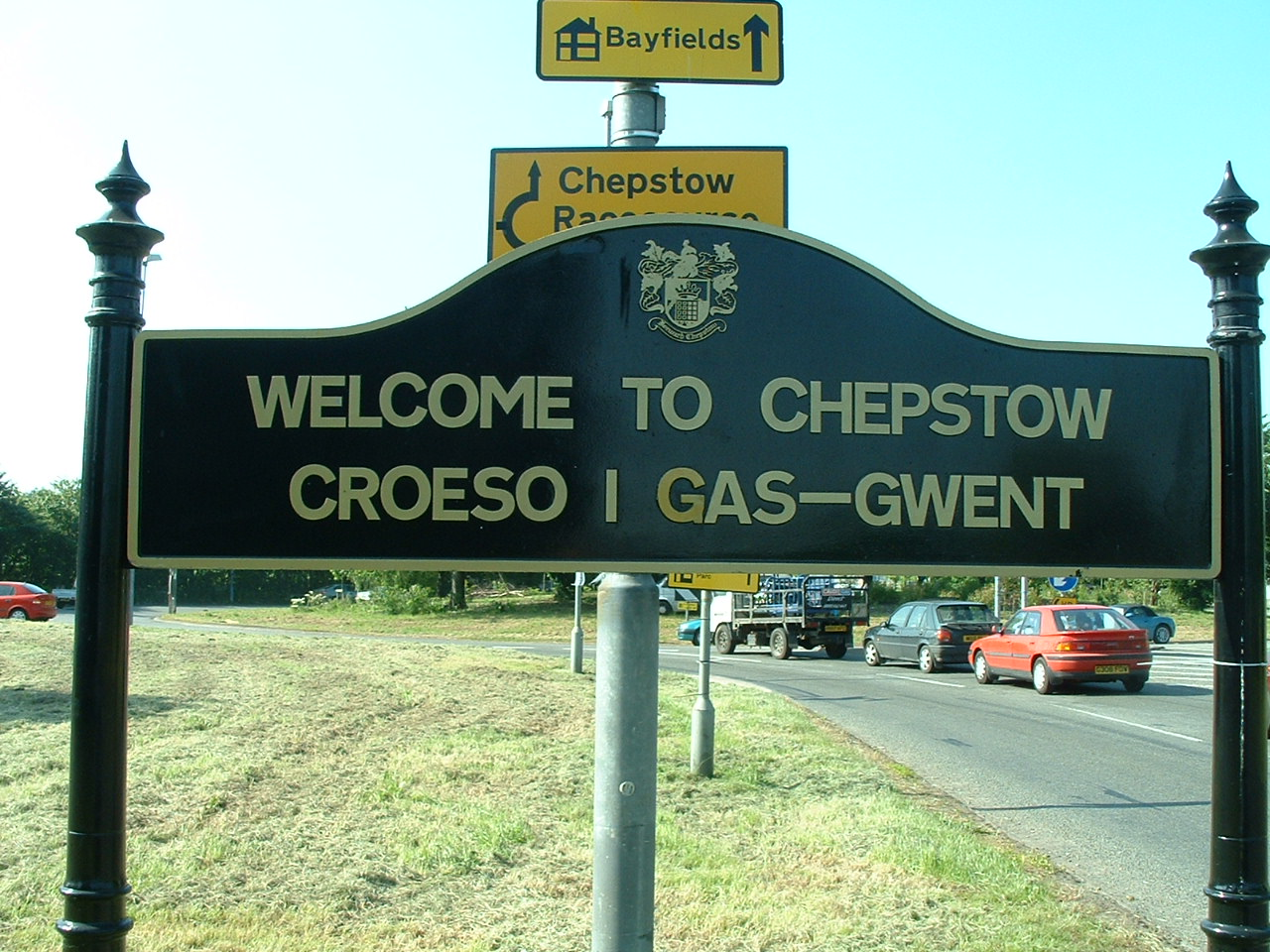
Chepstow
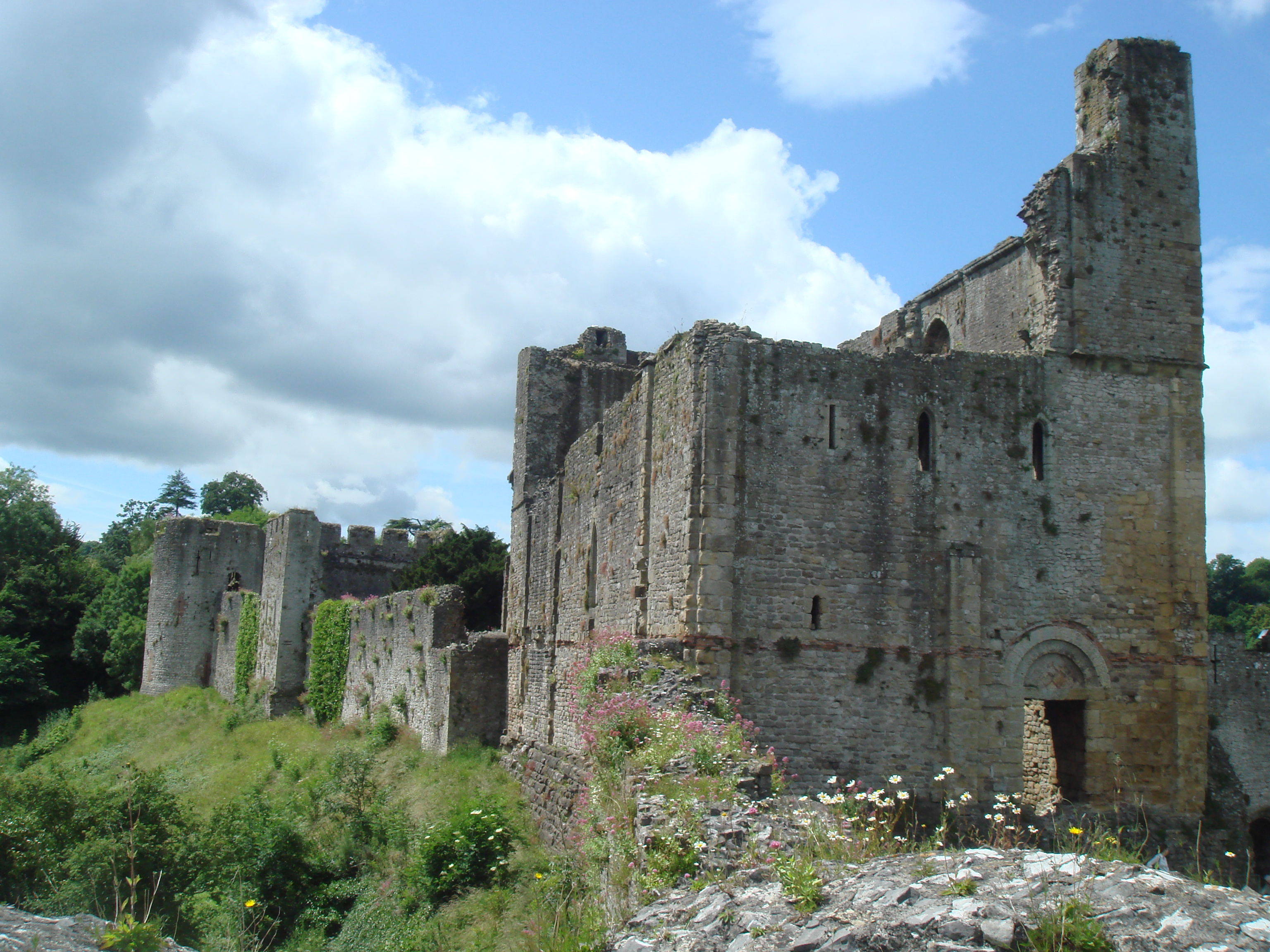
Het kasteel van Chepstow
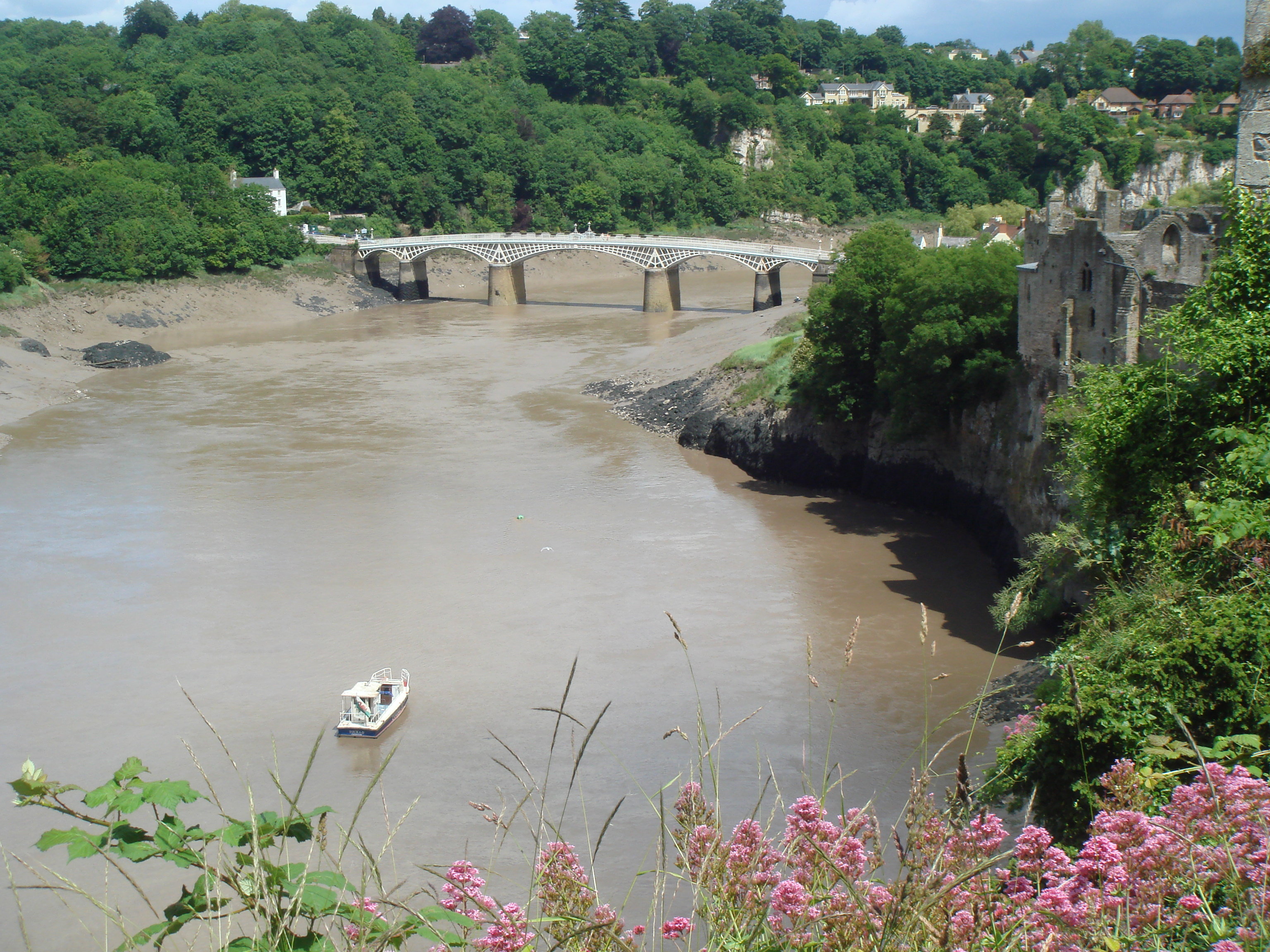
De Wye in Chepstow
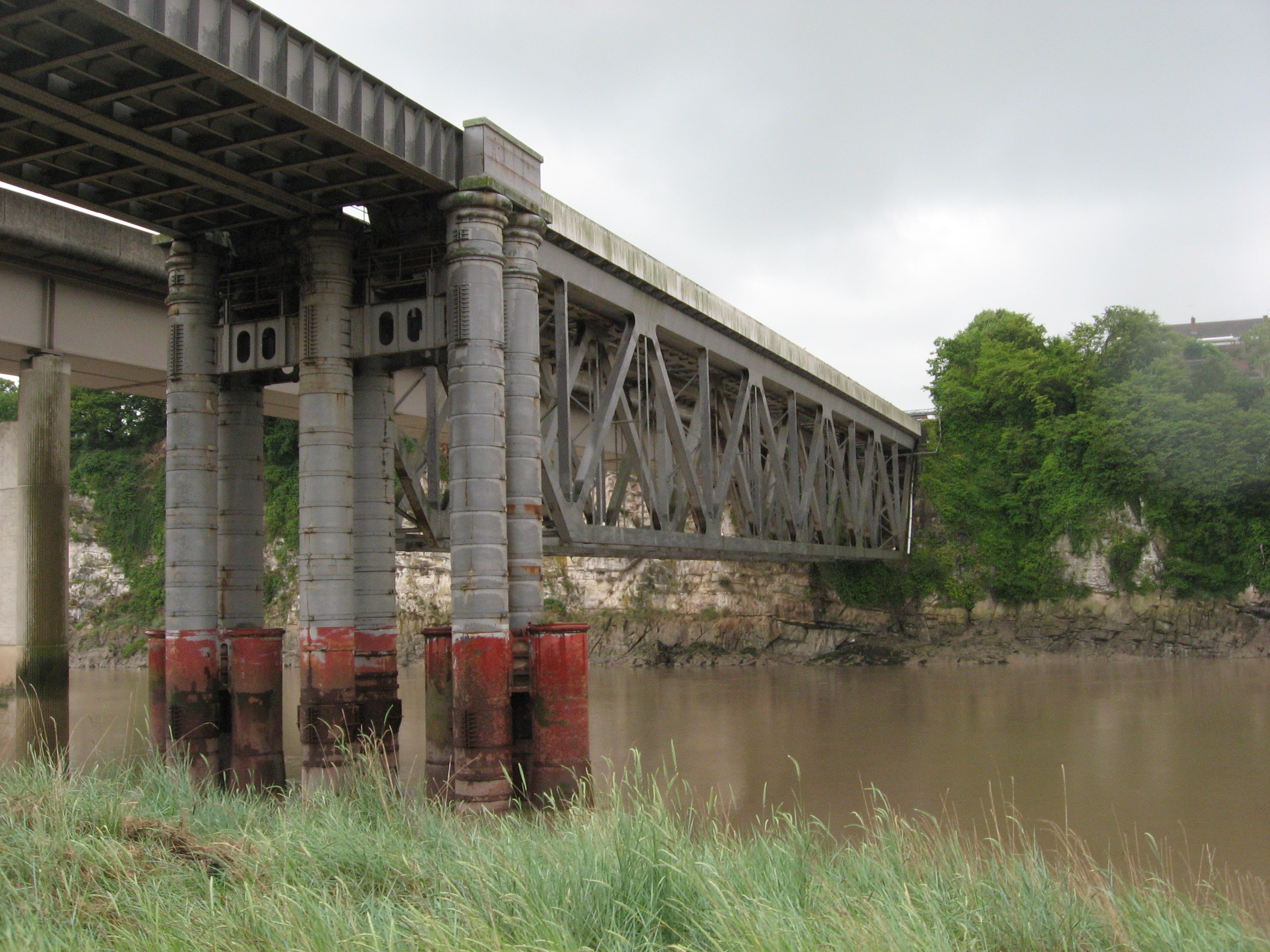
De spoorbrug over de Wye
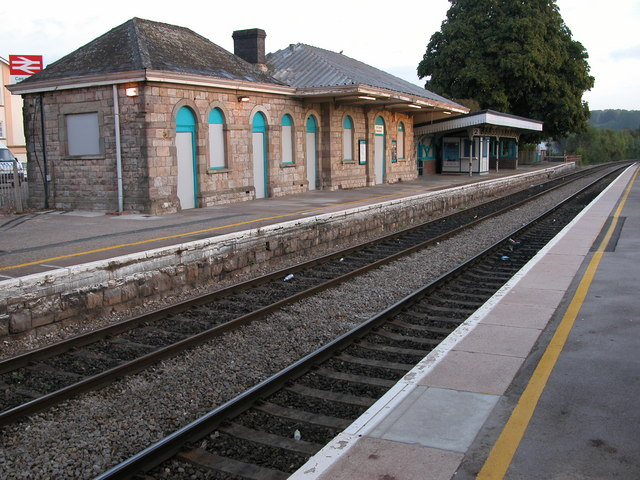
Station Chepstow

## Trivia
Chepstow komt voor in Harry Potter en de Relieken van de Dood deel 1 als de plek waar ze het Zwaard van Griffoendor vinden en hiermee het Gruzielement Medaillon van Zwadderich vernietigen.